# Jean-Jacques Mounier
Jean-Jacques Mounier (Lisbona, 12 giugno 1949) è un ex judoka francese.

## Palmarès
- Giochi olimpici

Monaco di Baviera 1972: bronzo nei pesi leggeri.